# كلارنس ليو بست
كلارنس ليو بست (بالإنجليزية: Clarence Leo Best)‏ هو شخصية أعمال أمريكي، ولد في 21 أبريل 1878، وتوفي في 22 سبتمبر 1951 في سان فرانسيسكو في الولايات المتحدة.